# Vice (magazyn)
Vice – kanadyjsko-amerykański magazyn. Został założony w 1994 roku w Montrealu.
Jest skoncentrowany tematycznie na aktualnościach/polityce, technice, muzyce i kuchni. Stanowi część  Vice Media. Serwis informacyjny Vice generuje miesięcznie ponad 46 mln odsłon.